# Arie Stehouwer
Arie Stehouwer (Papendrecht, 8 september 1939 – Apeldoorn, 28 november 2021) was een Nederlands voetbaltrainer.

## Loopbaan
Stehouwer voetbalde bij VV Papendrecht voor hij in 1966 voor zijn werk bij Dow Chemical naar Zeeuws-Vlaanderen verhuisde. Hij voetbalde nog even bij Corn Boys maar moest stoppen vanwege een blessure. Hij was daarna actief als scheidsrechter en begon als trainer bij AZVV. In 1968 werd Stehouwer trainer van VV Terneuzen. In Terneuzen beheerde hij ook een sporthal. In februari 1971 werd hij ontslagen toen de club bijna onderaan in de Tweede klasse stond. Medio 1971 werd hij verkozen tot jeugdtrainer bij Feyenoord. Bij de Rotterdammers fungeerde hij ook als assistent. 
In 1974 ondertekende hij een tweejarig contract als hoofdtrainer bij SC Veendam dat in de Eerste divisie speelde. Een jaar later maakte hij de overstap naar FC Volendam. Na een tegenvallend seizoen werd zijn contract in juni 1976 ontbonden. Hierna ging Stehouwer de amateurs van VV Aalsmeer trainen. In het seizoen 1977/78 zou hij Hermes DVS gaan trainen. In augustus 1977 werd hij ontslagen omdat hij in september van dat jaar naar Saoedi-Arabië zou gaan.
In Saoedi-Arabië was Stehouwer beheerder van een bungalowpark van Ballast Nedam voor Nederlandse expats nabij Saihat. Daar was hij in 1980 ook kort trainer van Al-Khaleej dat op het tweede niveau uitkwam.
 Nadat hij nog een jaar in Nigeria geweest was, begon hij een sportzaak in Apeldoorn. 
In december 1982 werd Stehouwer trainer van SC Heracles '74 als opvolger van de in oktober ontslagen Jan Morsing. In februari 1986 werd hij door de club op non-actief gesteld omdat hij de club in diskrediet zou hebben gebracht. Begin maart werd hij onder dreiging van een rechtszaak weer in zijn functie hersteld. Aan het einde van het seizoen gingen Heracles en Stehouwer alsnog uit elkaar maar de afwikkeling van zijn contract duurde nog tot in 1987. In juni 1989 werd Stehouwer door De Graafschap aangesteld als trainer. Dit betrof een part-time functie. Stehouwer vertrok nog voor aanvang van de competitie omdat zijn takenpakket beperkt was en hij zich een stroman voelde. Stehouwer was hierna nog werkzaam bij een importeur van bedrijfsauto's.